# Aperitiv

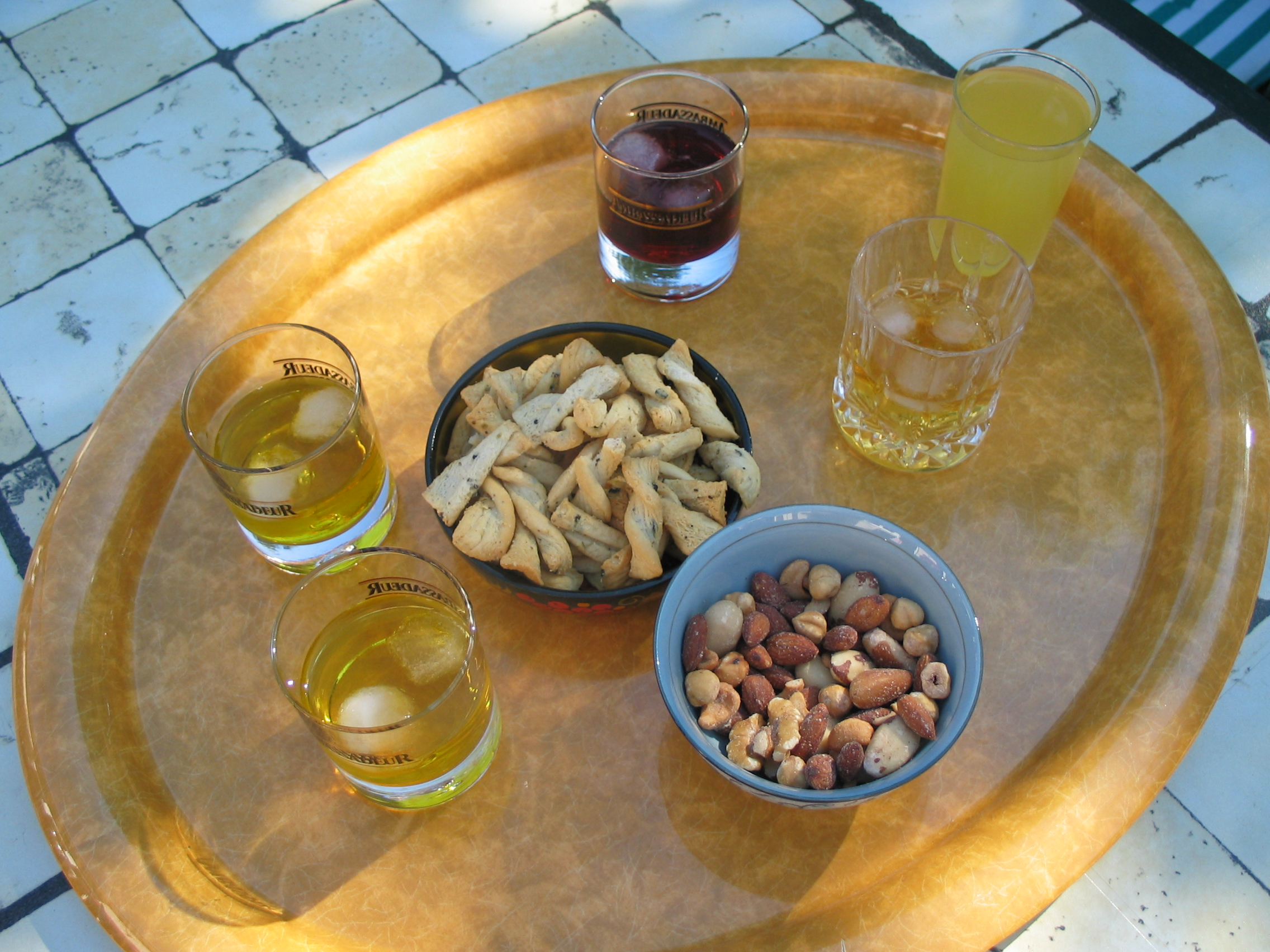
Aperitiv před večeří v zahradě.

Aperitiv (z franc. apéritif nebo ital. aperitivo – "otvírající") je alkoholický nápoj, který se podává 15–20 minut před začátkem jídla. Zpříjemňuje čekání na pokrm a vyvolává či probouzí větší chuť na jídlo. Mělo by ho být skutečně jen malé množství a jde také o společenskou záležitost. Protějškem aperitivu je digestiv, který se podává na závěr.

## Popis
Podává se nejčastěji 1 decilitr ve skleničkách nebo miskách s tenkým plátkem citronu. Zde platí: jiný alkohol, jiný způsob podávání. Už ve starém Římě se pil aperitiv, aby se připravil trávicí trakt na požitky z nadcházející hostiny. Časem se z aperitivu stala velmi sofistikovaná záležitost. Velkou zásluhu na tom mají Italové, právě v Itálii se zrodily aperitivy, jako je Campari, Martini nebo Cinzano.
Aperitiv může být lehký – sekt, šampaňské, suché bílé nebo červené víno, nebo sladký – cinzano, becherovka, portské víno, martini, sherry. Řadí se sem také lihoviny – vodka, hořké nebo hořkosladké likéry – Fernet Stock, Becherovka. Lihoviny se podávají dobře vychlazené 0,05 l bez přidané vody.